# El Gastor
El Gastor település Spanyolországban, Cádiz tartományban. El Gastor Algodonales, Olvera, Grazalema, Zahara de la Sierra és Montecorto községekkel határos. Lakosainak száma 1698 fő (2024).

## Népesség
A település népessége az utóbbi években az alábbiak szerint változott:
| Lakosok száma | 1926 | 1948 | 1900 | 1859 | 1839 | 1803 | 1783 | 1752 | 1709 | 1698 |
|               | 2001 | 2004 | 2006 | 2009 | 2011 | 2014 | 2016 | 2019 | 2021 | 2024 |